# Hausen (thüringisches Adelsgeschlecht)
Hausen ist der Name eines thüringischen Adelsgeschlechts.
Die Familie ist von mehreren gleichnamigen Adelsgeschlechtern, u. a. den lothringisch-sächsischen Freiherren von Hausen, als nicht stammverwandt zu unterscheiden.

## Geschichte und Ausbreitung
Das Geschlecht gehört dem thüringischen Uradel an und hatte sein gleichnamiges Stammhaus südöstlich von Kindelbrück, nahe der Unstrut, wo es mit dominus Ludewicus, miles dictus de Husen zu Sumeringen 1216 urkundlich zuerst auftrat. Die Stammreihe beginnt mit dem Ritter Ludwig von Husen († vor 1384) auf Lützensömmern. Weiterer teils langeigener Gutsbesitz bestand zu Kölleda, Gorsleben, Großballhausen und Schönstedt. Mehrere Söhne der Familie bestritten eine Offizierslaufbahn in der preußischen Armee.

## Angehörige
- Antonie von Hausen, 1448 Priorin im Kloster Paulinzella[3]

## Wappen
Das Wappen zeigt in Grün einen gekrönten goldenen Löwen. Auf dem Helm mit grün-goldenen Decken der Löwe wachsend.